# Almindelig rosenrod
 Denne artikel bør gennemlæses af en person med fagkendskab for at sikre den faglige korrekthed.

 Der er for få eller ingen kildehenvisninger i denne artikel, hvilket er et problem. Du kan hjælpe ved at angive troværdige kilder til de påstande, som fremføres i artiklen.

Almindelig Rosenrod (Rhodiola rosea) er en 3-30 cm høj flerårig urt i Stenurt-familien, som ikke findes i Danmark. 

## Beskrivelse
Rosenrod er en 3 - 40 cm høj tuedannende flerårig plante med pælerod og 1-4 cm lange ovale sukkulente (kødede) blade. De gule 4-tallige blomster sidder mange sammen i affladet halvskærm. Rosenrod er tvebo, og han- og hunblomster findes således på forskellige planter. 

## Påståede helsevirkninger
Rosenrod tilskrives et utal af positive effekter. Eks. siges det, at stoffer i planten kan nedsætte stress, depression, træthed, udmattelse, hovedpine, kolesteroltallet og afhjælpe koncentrationsbesvær samt give vægttab. Desuden siges planten af kunne øge mandens potens og hindre for tidlig sædafgang samt give begge køn en øget lyst til sex. De gode virkninger må tilskrives det høje indhold af "fenolforbindelser", som formentlig aktiverer stofskiftet og virker antioxidant. Der kendes ikke nogen bivirkninger og effekt på lever og nyre er også ukendt.
| Botanik | Spire Denne botanikartikel er en spire som bør udbygges. Du er velkommen til at hjælpe Wikipedia ved at udvide den. |